# Cirex
Cirex é um projeto porto-riquenho com base em ”Dubstep” criado pelo multi-instrumentalista Eric Ortiz, sua música apareceu em  vários filmes. Natural baixista, ele também toca guitarra e bateria. A música de Cirex é muito complicada, é denominada Metal com contra- tempos, e também uma combinação de Metal Progressivo e alguma referencia de Metal Industrial. Em 2009 Ele lançou o primeiro álbum chamado “ ‘‘The Lab” “,é mais instrumental e todos os instrumentos são tocados por ele, gravado e coproduzido por Wil Martin do Earshot e Eric.
Sua música foi espalhada pela internet via iTunes, Napster. Formado em 2005 como projeto paralelo, eventualmente mudou o nome do projeto para o seu próprio nome chamando de Cirex ( o que significa “Eric” ao contrário com o “X” que simboliza uma Cruz do Cristianismo). A música de Cirex já apareceu em um filme chamado “ Taken”. Em 2012 Cirex irá lançar um álbum, dessa vez com a ajuda de um músico,o baterista profissional Eduardo Paniagua da banda Puya e Produzido Issack Sacco.

## Discografia
- The Lab (2009)
- Darwin's Deadly Secrets (2012)
- Camera Obscura (EP) (2014)
- Trialism (2015)[12][13][14]
- Cosmology (EP) (2015) [15]